# Georges Tainturier

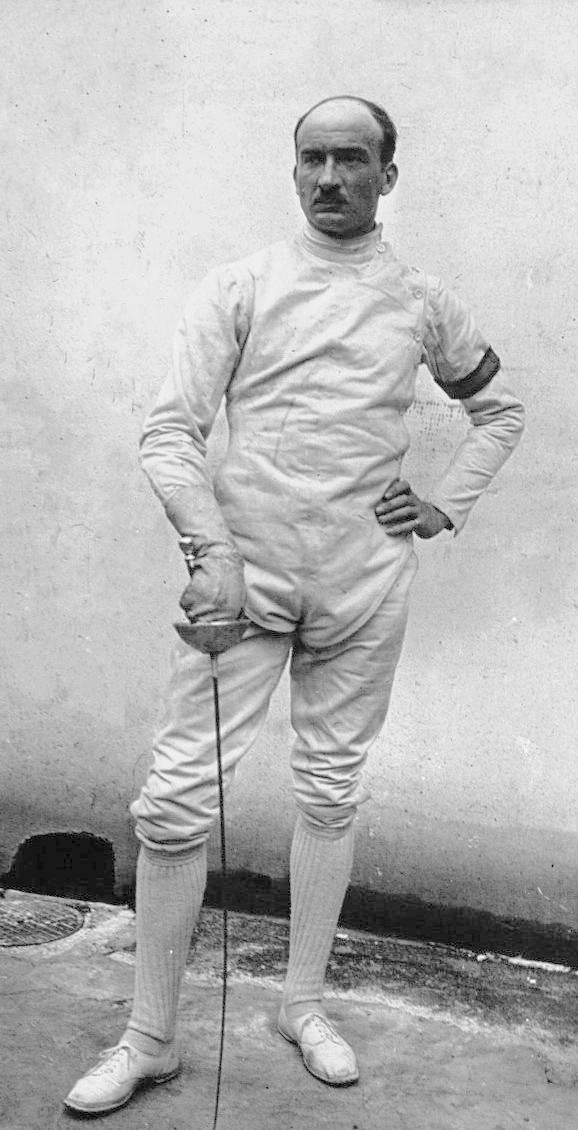
Georges Tainturier (1922)

Georges Charles Armand Tainturier (* 20. Mai 1890 in La Côte-Saint-André; † 7. Dezember 1943 in Köln) war ein französischer Degenfechter und Doppelolympiasieger.
Bei den Olympischen Sommerspielen 1924 in Paris gewann Georges Tainturier mit der Degen-Mannschaft die Goldmedaille. Diesen Erfolg konnte er bei den Olympischen Sommerspielen 1932 in Los Angeles wiederholen.
Außerdem gewann er in Ostende die Internationalen Fechtmeisterschaften 1926 im Degen-Einzel.
Nach dem Einmarsch der deutschen Wehrmacht in Frankreich engagierte sich Tainturier in der Résistance gegen die Besatzer. Als Mitglied der „Groupe de Compiègne“ wurde er in der französischen Kleinstadt am 7. März 1942 mit weiteren Angehörigen der Résistance von der deutschen Feldgendarmerie verhaftet. Im Rahmen von Verhaftungswellen nach dem Nacht-und-Nebel-Erlass vom 7. Dezember 1941 kommt es im September 1942 zu ihrer Verschleppung nach Deutschland, zunächst in das Gefängnis in Saarbrücken. Tainturier wurde am 19. Oktober 1943 vor dem 2. Senat des Volksgerichtshofes zum Tode verurteilt – ob in seiner Anwesenheit, ist nicht bekannt. Seine Hinrichtung erfolgte gemeinsam mit sieben Gefährten am 7. Dezember 1943 in Köln.
Zur Erinnerung an Tainturier wurde in Compiègne ein Fechtclub nach ihm benannt.